# Vùng hủy diệt
Vùng hủy diệt (tên gốc tiếng Anh: Annihilation) là phim điện ảnh khoa học viễn tưởng kinh dị năm 2018 do Alex Garland đảm nhiệm phần kịch bản kiêm vai trò đạo diễn, với nội dung dựa trên tiểu thuyết Annihilation của Jeff VanderMeer. Phim có sự tham gia diễn xuất của dàn diễn viên gồm Natalie Portman, Jennifer Jason Leigh, Gina Rodriguez, Tessa Thompson, Tuva Novotny và Óscar Isaac. Nội dung tác phẩm kể về một nhóm các nhà khoa học quân sự đã đi vào trong "The Shimmer", một vùng kiểm dịch bí ẩn có nhiều cảnh quan và sinh vật biến dị do các sinh vật ngoài hành tinh tạo ra.
Vùng hủy diệt được Paramount Pictures phát hành tại Hoa Kỳ vào ngày 23 tháng 2 năm 2018 và tại thị trường Trung Quốc vào ngày 13 tháng 4 năm 2018. Phim thu về 43 triệu USD so với kinh phí sản xuất từ 40–55 triệu USD, trở thành một bom xịt phòng vé. Tác phẩm được phát hành trên nền tảng phim số Netflix ở một số quốc gia khác từ ngày 12 tháng 3 năm 2018. Vùng hủy diệt nhận được lời khen ngợi từ giới chuyên môn cho hình ảnh, diễn xuất, chỉ đạo đạo diễn và phần cốt chuyện kích thích tư duy. Theo tạp chí Empire, bộ phim đề cập đến "sự phiền muộn, nỗi đau và xu hướng tự hủy hoại bản thân của con người".

## Nội dung
Tại một cơ sở tối mật của chính phủ Hoa Kỳ có mã hiệu là Khu vực X, giáo sư sinh học tế bào và cựu quân nhân Lena bị thẩm vấn sau khi trở về với tư cách là người sống sót duy nhất trong chuyến thám hiểm đến một khu vực dị thường được gọi là "Shimmer". Ba năm trước, Shimmer xuất hiện từ một thiên thạch hạ cánh bên trong một ngọn hải đăng trên bờ biển miền nam Hoa Kỳ và đang dần mở rộng ranh giới. Chồng của Lena, Kane, một Đặc nhiệm Lục quân Hoa Kỳ, từng là nhân sự của chuyến thám hiểm trước đó, nay đột ngột xuất hiện trở lại nhà của họ sau một năm vắng bóng và không thể giải thích được bằng cách nào anh có thể quay trở lại. Tình trạng của anh nhanh chóng xấu đi, Lena gọi xe cấp cứu, nhưng họ bị lực lượng an ninh chặn lại và đưa đến Khu vực X. Trong lúc Kane được hồi sức tích cực, một nhà tâm lý học của chính phủ là Tiến sĩ Ventress đã cho Lena biết về Shimmer. Cô giải thích rằng nhiều đội thám hiểm đã vào cuộc, nhưng chỉ Kane là trở về. Ventress chuẩn bị dẫn một đội thám hiểm khoa học vào trong Shimmer, bao gồm Lena, nhà vật lý Josie Radek, nhà địa mạo học Cassie "Cass" Sheppard và nhân viên y tế Anya Thorensen.
Cả nhóm tiến vào Shimmer, và Lena nghĩ về mối tình trong quá khứ của cô với một đồng nghiệp, xảy ra trước khi Kane mất tích. Khi cả nhóm tỉnh dậy sau cơn bất tỉnh đột ngột, họ thấy các thiết bị liên lạc và định vị không còn hoạt động, và khoảng ba đến bốn ngày đã trôi qua nhưng họ không nhớ gì kể từ khi bước vào Shimmer. Cả nhóm chạm trán các loài thực vật và động vật bị đột biến, và Josie bị tấn công bởi một con cá sấu bạch tạng với hàng răng giống cá mập nhưng vẫn sống sót. Tại một căn cứ quân sự bị bỏ hoang, nhóm tìm thấy một đoạn video tin nhắn từ cuộc thám hiểm trước đây của Kane, cho thấy ruột của một người cùng nhóm Kane đi cùng tự di chuyển trong ổ bụng. Cả nhóm tìm thấy xác của người lính, giờ đây dường như đã biến đổi thành một đống địa y nhờ các cơ quan nội tạng được phát tán. Vào ban đêm, căn cứ bị tấn công bởi một con gấu đột biến kéo Cass đi, và Lena sau đó tìm thấy hài cốt bị cắn xé của cô. Đến một ngôi làng bị bỏ hoang, họ phát hiện ra những loài thực vật có hình dáng giống con người. Josie giả thuyết rằng Shimmer hoạt động như một lăng kính cho bất kỳ loại thông tin nào, bao gồm DNA, bóp méo và biến đổi mọi thứ trong ranh giới của nó, và rằng cả nhóm đã bắt đầu xảy ra những đột biến. Anya, bị hoang tưởng sau khi thấy dấu vân tay của mình bắt đầu thay đổi, đã trói buộc những người khác và buộc tội Lena giết Cass. Con gấu dụ Anya đi bằng cách phát ra tiếng kêu cứu bằng giọng nói của Cass và xé nát hàm cô. Josie tự giải thoát và bắn chết con gấu.
Ventress đang bị ung thư giai đoạn cuối, cô quyết tâm tìm hiểu sự thật đằng sau Shimmer trước khi chết nên quyết định sẽ tới ngọn hải đăng một mình. Josie và Lena nhận thấy những "khúc xạ" của Shimmer đã xuất hiện bên trong cơ thể họ. Lena, tin rằng Kane đã tự nguyện tham gia nhiệm vụ thám hiểm Shimmer vì biết cô đã lừa dối anh, đã tự đi tới ngọn hải đăng và phát hiện ra hài cốt của anh cùng một tin nhắn video khác. Trong đoạn phim, Kane bảo người đàn ông đang quay phim đi tìm Lena, rồi tự sát bằng lựu đạn phosphor trắng. Người đàn ông cầm máy quay hóa ra lại là một người song trùng ngoài hành tinh có vẻ ngoài giống hệt Kane. Lena leo xuống cái hố do thiên thạch tạo ra và tìm thấy Ventress. Ventress cho biết Shimmer sẽ lan rộng và bao trùm mọi thứ. Sau đó, cô tan rã thành một cấu trúc huyền ảo phát sáng, hút lấy một giọt máu từ khuôn mặt của Lena và tạo ra một thực thể hình người bắt chước chuyển động của Lena. Không thể thoát khỏi thực thể vì nó phản chiếu cô, Lena đưa cho thực thể một quả lựu đạn phosphor. Khi thực thể bắt đầu biến thành một bản sao với vẻ ngoài y hệt Lena, cô kích hoạt quả lựu đạn và chạy trốn khỏi ngọn hải đăng, tuy nhiên sinh vật này không chạy theo. Trong khi bị bốc cháy, sinh vật trìu mến chạm vào cái xác cháy của Kane trước khi chui trở lại xuống hố thiên thạch, đốt cháy lõi của ngọn hải đăng. Lena quan sát khi các cấu trúc của Shimmer sụp đổ và biến mất.
Tại khu căn cứ, người phỏng vấn Lena khẳng định Shimmer cuối cùng đã phá hủy tất cả mọi thứ. Lena không đồng tình và cho rằng Shimmer thực sự đang cố gắng tạo ra thứ gì đó, có thể là một dạng sống mới thông qua lăng kính thông tin. Người phỏng vấn cho biết Kane đã hồi phục thể chất và minh mẫn trở lại sau khi Shimmer bị phá hủy. Lena đến thăm anh và hỏi anh có thực sự là Kane không. Kane ta trả lời, "Tôi không nghĩ vậy" và hỏi lại cô có phải là Lena không. Cô cũng không trả lời. Kane ôm lấy Lena, và mống mắt của họ bỗng tỏa sáng lấp lánh.

## Diễn viên
- Natalie Portman vai Lena
- Jennifer Jason Leigh vai Tiến sĩ Ventress
- Gina Rodriguez vai Anya Thorensen
- Tessa Thompson vai Josie Radek
- Tuva Novotny vai Cassie "Cass" Sheppard
- Oscar Isaac vai Kane
- Benedict Wong vai Lomax
- Sonoya Mizuno vai Katie
  - Mizuno cũng vào vai Thực thể hình người
- David Gyasi vai Daniel
- Sammy Hayman vai Mayer
- Josh Danford vai Shelley

## Sản xuất

### Phát triển
Tháng 3 năm 2013, các nguồn tin xác nhận Paramount Pictures và Scott Rudin Productions đã mua lại bản quyền điện ảnh của Annihilation, cuốn tiểu thuyết đầu tay trong loạt sách Southern Reach Trilogy của Jeff VanderMeer, và bộ phim sẽ do Scott Rudin và Eli Bush chịu trách nhiệm sản xuất. Năm 2014, Alex Garland đã được mời về chuyển thể và đảm nhiệm vai trò đạo diễn của phim. Garland giải thích rằng bản chuyển thể của anh chỉ dựa trên nội dung của cuốn tiểu thuyết đầu tiên trong bộ ba: "Vào thời điểm tôi mới bắt tay vào thực hiện Vùng hủy diệt, mới chỉ có cuốn sách đầu tiên àm thôi. Tôi biết rằng tác giả đã lên kế hoạch thực hiện ba cuốn, nhưng lúc đó mới chỉ có bản thảo cho cuốn sách đầu tiên. Tôi thực sự không nghĩ quá nhiều về khía cạnh kết nối của cả ba cuốn sách."
Garland cho biết tác phẩm chuyển thể của anh chỉ là một "ký ức về cuốn sách", chứ không phải là một kịch bản chuyển thể nguyên từ cuốn sách, với mục đích vẽ lại cảnh "thiên nhiên thơ mộng" kinh nghiệm của chính anh sau khi đọc cuốn tiểu thuyết của VanderMeer. Thay vì cố gắng chuyển thể trực tiếp cuốn sách, Garland đã cố tình dẫn dắt câu chuyện theo hướng đi của riêng mình, với sự đồng thuận của VanderMeer. Garland không hề đọc hai cuốn sách còn lại vì anh lo ngại bản thân sẽ phải đi sửa lại kịch bản. Một số người cũng thông tin cho Garland về các yếu tố của những cuốn sách còn lại, và anh cũng bày tỏ sự ngạc nhiên về một số điểm tương đồng nhất định.

### Quay phim
Quá trình quay phim chính được tiến hành vào tháng 4 năm 2016, khi nam diễn viên David Gyasi được xác nhận có tham gia dàn diễn viên. Cuối tháng 4, công tác ghi hình được thực hiện tại khu South Forest của công viên Windsor Great Park. Một số cảnh quay thử nghiệm đã được thực hiện ở St. Marks, Florida, nhưng thảm thực vật trong khu vực này quá rậm rạp nên không thể tạo chiều sâu trên màn ảnh. Ngày 9 tháng 5 năm 2016, nhà quay phim Rob Hardy bắt đầu chia sẻ những hình ảnh từ phim trường thực hiện bộ phim. Vào ngày 13 và 14 tháng 7, công tác quay phim diễn ra tại làng Holkham ở North Norfolk. Phim được đóng máy cũng trong tháng đó.

### Hậu kỳ
Đội thực hiện hiệu ứng hình ảnh của Vùng hủy diệt gồm nhiều đồng nghiệp của Garland từ dự án Ex Machina, bao gồm Giám sát VFX Andrew Whitehurst. Hiệu ứng hóa trang nhân vật trong phim do Tristan Versluis đảm nhiệm.
Do buổi chiếu thử không nhận được kết quả khả quan, David Ellison, nhà tài chính kiêm sản xuất tại Skydance, lo ngại rằng bộ phim "quá trí thức" và "quá phức tạp", đồng thời yêu cầu chỉnh sửa để thu hút thêm nhiều khán giả đại chúng hơn, trong đó bao gồm việc đưa nhân vật của Portman trở nên giàu cảm xúc hơn, cũng như thay đổi đoạn kết phim. Nhà sản xuất Scott Rudin lại đứng về phía đạo diễn khi cho rằng không nên thay đổi nội dung bộ phim. Rudin, người có quyền kiểm soát bản cắt cuối cùng của tác phẩm, đã bảo vệ bộ phim và từ chối ghi nhận những ý kiến từ phía Ellison.

## Phát hành
Vào ngày 7 tháng 12 năm 2017, có thông tin xác nhận rằng do xung đột giữa Rudin và Ellison, cùng với sự thay đổi trong ban lãnh đạo của Paramount, một thỏa thuận đã được ký kết cho phép Netflix giữ quyền phân phối tác phẩm tới các thị trường quốc tế. Theo thỏa thuận này, Paramount sẽ đảm nhận vai trò phân phối bộ phim tại thị trường Mỹ, Canada và Trung Quốc, trong khi Netflix sẽ bắt đầu cho phát phim trực tuyến ở các quốc gia khác sau đó 17 ngày.
Phim được Paramount Pictures phát hành ở các rạp chiếu tại Hoa Kỳ vào ngày 23 tháng 2 năm 2018, và trên nền tảng phim số Netflix ở các thị trường khác vào ngày 12 tháng 3 năm 2018. Garland bày tỏ sự thất vọng của mình với quyết định phân phối phim số cùng thời điểm với rạp chiếu phim: "Chúng tôi thực hiện bộ phim cho các rạp chiếu." Ngày 5 tháng 1 năm 2019, Vùng hủy diệt được phát hành trên nền tảng phim số Hulu, đối thủ cạnh tranh của Netflix. Vùng hủy diệt được phát hành dưới định dạng phim số Digital HD vào ngày 22 tháng 5 năm 2018 và các định dạng đĩa vật lý Ultra HD Blu-ray, Blu-ray và DVD vào ngày 29 tháng 5 năm 2018.

## Đón nhận

### Doanh thu phòng vé
Vùng hủy diệt thu về 32,7 triệu USD chỉ tính riêng tại thị trường Mỹ và Canada và 10.3 triệu USD tại Trung Quốc, đưa tổng mức doanh thu toàn cầu lên tới 43,1 triệu USD, so với kinh phí sản xuất bộ phim là 40–55 triệu USD. Dù không đạt thành công về doanh thu phòng vé, Vùng hủy diệt đã tìm thấy sức sống mới với các bản phát hành tại gia, trong đó một số ấn phẩm cho rằng bộ phim có thể trở thành một tác phẩm cult kinh điển.
Tại thị trường Mỹ và Canada, Vùng hủy diệt được phát hành cùng thời điểm với Đêm chơi nhớ đời và Every Day, dự kiến thu về 10–12 triệu USD từ 2.012 rạp chiếu phim trong dịp cuối tuần ra mắt. Phim thu về 3,9 triệu USD trong ngày đầu tiên công chiếu, bao gồm 900,000 USD thu về từ suất chiếu sớm đêm thứ Năm. Sau ba ngày cuối tuần ra mắt, tác phẩm thu về 11 triệu USD, đứng thứ tư về doanh thu phòng vé tuần công chiếu, sau Black Panther: Chiến binh Báo Đen, Đêm chơi nhớ đời và Thỏ Peter. Phim thu về 5.9 triệu USD trong dịp cuối tuần thứ hai công chiếu, con số giảm 49% so với dịp cuối tuần đầu tiên, rớt xuống vị trí thứ 6 trên bảng xếp hạng doanh thu tuần.

### Đánh giá chuyên môn
Trên hệ thống tổng hợp kết quả đánh giá Rotten Tomatoes, phim nhận được 88% lượng đồng thuận dựa theo 320 bài đánh giá, với điểm trung bình là 7,7/10. Các chuyên gia của trang web nhất trí rằng, "Vùng hủy diệt đã củng cố những kỳ quan khoa học viễn tưởng và thể loại kinh dị bằng những khám phá tham vọng vô cùng ấn tượng – và cũng kỳ dị một cách đáng ngạc nhiên – về những chủ đề đầy thách thức khiến khán giả phải tự vấn rất nhiều sau khi phần end-credits bắt đầu chạy." Trên trang Metacritic, phần phim đạt số điểm 79 trên 100, dựa trên 51 nhận xét, chủ yếu là những lời khen ngợi. Lượt bình chọn của khán giả trên trang thống kê CinemaScore cho phần phim điểm "C" trên thang từ A+ đến F, trong khi đó trang PostTrak cho biết 71% số khán giả cho phim phản hồi tích cực.
Richard Roeper của Chicago Sun-Times đã cho bộ phim điểm bốn trên bốn, gửi lời khen ngợi khi bộ phim đã chấp nhận rủi ro và bình luận: "Chúc mừng Garland và dàn diễn viên một thì phải hoan nghênh Scott Rudin mười. Rõ ràng anh ấy đã biết [bộ phim] sẽ trở thành một kiệt tác sau khi xem nó, vậy nên anh ấy phải đảm bảo rằng mọi người đều có thể xem nó." Viết cho Rolling Stone, Peter Travers khen ngợi dàn diễn viên cũng như phần biên kịch và chỉ đạo đạo diễn của Garland, và với số điểm 3,5 trên 4, anh nhận xét, "Garland không cần phải cảm thấy có lỗi vì Vùng hủy diệt. Tự tác phẩm chính là một bài thử thách trí óc đầy vững chắc [...]."

### Tranh cãi
Trước ngày công chiếu chính thức, Vùng hủy diệt đã bị chỉ trích vì việc chọn Natalie Portman và Jennifer Jason Leigh vào vai các nhân vật, mà trong các cuốn sách sau này, được mô tả là người gốc Á và một người gốc Mỹ bản địa. Garland cho biết trong cuốn sách đầu tiên không hề đề cập tới chủng tộc của cả năm nhân vật nữ, mà đây lại là cuốn duy nhất trong bộ ba tác phẩm được xuất bản khi kịch bản phim hoàn thành. Anh lựa chọn dàn diễn viên chỉ dựa theo phản ứng cá nhân của bản thân với những diễn viên mà anh đã gặp trong quá trình tuyển vai, hoặc những diễn viên mà anh đã từng hợp tác làm việc trước đó.